# ضاحية مادوراي
مادوراي رمزها «MA» (بالإنجليزية: Madurai)‏ ، هو تقسيم إداري لدولة الهند تتبع ولاية تاميل نادو (بالإنجليزية: Tamil  Nadu)‏ ، مركزها هو مدينة مادوراي (بالإنجليزية: Madurai)‏ عدد سكانها حسب تعداد سنة 2001 هو 2,562,279 ، مساحتها 3,676 كم² وكثافة السكان 697 لكل كم² .